# Резолюция Совета Безопасности ООН 116
Резолюция Совета Безопасности ООН 118 — резолюция, принятая единогласно. 12 декабря 1956 года после рассмотрения заявления Туниса о членстве в Организации Объединённых Наций, Совет рекомендовал Генеральной Ассамблее принять Тунис.

## Предыстория
К 1881 году Франция по итогам Берлинского конгресса получила согласие великих держав на захват Туниса. В апреле 1881 года французские войска с территории Алжира перешли границу Туниса. Бардоский договор, подписанный беем Туниса и правительством Франции сделал Тунис французским протекторатом.
После Второй мировой войны, в 1947 году, французское правительство предоставило Тунису автономию и создало местную администрацию в лице Совета министров Туниса.
20 марта 1956 года Тунис стал независимым государством.

## Голосование
| За (11) | Воздержались (0) | Против (0) |
| --- | ---------------- | ---------- |
| - Великобритания - США - СССР - Франция - Китайская Республика - Австралия - Бельгия - Куба - Иран - Перу - Югославия |                  |            |

 * жирным выделены постоянные члены Совета Безопасности ООН